# Exema byersi
Exema byersi är en skalbaggsart som beskrevs av Karren 1966. Exema byersi ingår i släktet Exema och familjen bladbaggar. Inga underarter finns listade i Catalogue of Life.